# Tabebuia polymorpha
Tabebuia polymorpha es una especie de planta perteneciente a la familia Bignoniaceae. Es nativa de Cuba. Está amenazada por la destrucción de hábitat.

## Fuente
- Areces-Mallea, A.E. 1998. Tabebuia polymorpha. 2006 IUCN Red List of Threatened Species.  Downloaded on 23 August 2007.

- Datos: Q5465771